# Nils Mani
Nils Mani (23 maggio 1992) è un ex sciatore alpino svizzero.

## Biografia

### Stagioni 2008-2013
Nils Mani, originario di Schwenden im Diemtigtal, ha fatto il suo esordio nel Circo bianco il 22 novembre 2007 partecipando a uno slalom speciale valido come gara FIS a Zinal, giungendo 25º, e ha debuttato in Coppa Europa il 10 marzo 2009 a Crans-Montana piazzandosi 63º in discesa libera. Convocato per i Mondiali juniores di Roccaraso 2012, Mani ha conquistato due medaglie: l'argento nel supergigante e il bronzo nella discesa libera.
Il 15 dicembre 2012 ha partecipato alla sua prima gara di Coppa del Mondo, la discesa libera tenutasi sulla Saslong in Val Gardena, dove ha ottenuto il 40º posto. Il 10 gennaio 2013 si è aggiudicato il suo primo podio in Coppa Europa chiudendo al 2º posto nella discesa libera disputata sul tracciato Lauberhorn a Wengen, alle spalle del compagno di squadra Ralph Weber, e nella stessa stagione ha partecipato alla rassegna iridata juniores di Québec 2013 vincendo la medaglia d'oro nella discesa e quella d'argento nel supergigante.

### Stagioni 2014-2022
Il 22 dicembre 2013 ha ottenuto la sua unica vittoria in Coppa Europa, salendo sul gradino più alto del podio nella discesa libera tenutasi a Madonna di Campiglio, e il 13 gennaio 2017 ha conquistato il miglior piazzamento in Coppa del Mondo, a Wengen in combinata (5º); ai successivi Mondiali di Sankt Moritz 2017, sua unica presenza iridata, si è classificato 23º nella discesa libera. In Coppa Europa nella stagione 2018-2019 ha vinto la classifica di discesa libera.
Il 7 dicembre 2020 ha conquistato l'ultimo podio in Coppa Europa, a Zinal in supergigante (3º); ha preso per l'ultima volta il via in Coppa del Mondo il 4 dicembre 2021 a Beaver Creek in discesa libera (40º) e ha annunciato il ritiro durante quella stessa stagione 2021-2022: la sua ultima gara è stata il supergigante di Coppa Europa disputato a Santa Caterina Valfurva il 13 dicembre (19º). Non ha preso parte a rassegne olimpiche.

## Palmarès

### Mondiali juniores
- 4 medaglie:
  - 1 oro (discesa libera Québec 2013)
  - 2 argenti (supergigante a Roccaraso 2012; supergigante a Québec 2013)
  - 1 bronzo (discesa libera Roccaraso 2012)

### Coppa del Mondo
- Miglior piazzamento in classifica generale: 79º nel 2017

### Coppa Europa
- Miglior piazzamento in classifica generale: 5º nel 2014
- Vincitore della classifica di discesa libera nel 2019
- 9 podi:
  - 1 vittoria
  - 5 secondi posti
  - 3 terzi posti

#### Coppa Europa - vittorie
| Data             | Località             | Paese  | Specialità |
| ---------------- | -------------------- | ------ | ---------- |
| 22 dicembre 2013 | Madonna di Campiglio | Italia | DH         |

Legenda:

DH = discesa libera

### Campionati svizzeri
- 3 medaglie[3]:
  - 2 argenti (supergigante nel 2013; supergigante nel 2021)
  - 1 bronzo (discesa libera nel 2012)